# Tygrys kaspijski
Tygrys kaspijski (Panthera tigris virgata) – wymarły podgatunek tygrysa azjatyckiego, ssaka z rodziny kotowatych (Felidae). Występował na terenach od północno-wschodniej Turcji i południowej Gruzji przez Armenię, południowy Azerbejdżan i irańskie (południowe) wybrzeże Morza Kaspijskiego na wschód, przez Azję Środkową do pustyni Takla Makan w Sinciang w Chinach. W 1923 r. zabito tygrysa w pobliżu Tbilisi. Ostatniego osobnika widziano na początku lat 70. XX wieku.
Polował na duże ssaki kopytne. Jego ulubionym siedliskiem był tugaj, zalewowa strefa brzegów rzek, porośnięta krzewami i drzewami, dzisiaj całkowicie zniszczona. Z Gór Tałyskich zapuszczał się za dzikami na nadkaspijską Nizinę Lenkorańską. Wymarcie podgatunku może być przypisane polowaniom na tygrysy i ich ofiary, zmianom i utracie siedlisk oraz rosnącej wrażliwości małych populacji.
Analizy genetyczne skór muzealnych wskazują na bliskie pokrewieństwo z tygrysem syberyjskim, którego można by wykorzystać do ewentualnej reintrodukcji.